# 経済的、社会的及び文化的権利に関する国際規約の選択議定書
経済的、社会的及び文化的権利に関する国際規約の選択議定書（けいざいてき、しゃかいてきおよびぶんかてきけんりにかんするこくさいきやくのせんたくぎていしょ；英語:  Optional Protocol to the International Covenant on Economic, Social and Cultural Rights）は、2008年12月10日、国際連合総会によって採択された多国間条約であり、経済的、社会的及び文化的権利に関する国際規約（社会権規約）の個人通報制度、国家通報制度、調査制度を定めるものである。
社会権規約の署名・締約国に対し署名・加入のため開放されているが、2023年10月現在、署名国は46か国、批准国は28か国であり、第18条1項の規定により2013年5月5日に発効された。

## 沿革
社会権規約には、国際的実施措置として報告制度のみが設けられている。市民的及び政治的権利に関する国際規約（自由権規約）には、当初から個人通報を定める選択議定書が設けられており、既に発効しているが、社会権規約にも個人通報制度を設けるべきとの意見が次第に高まってきた。
社会権規約委員会は、1990年の第5回会期において、個人通報制度を導入するに際しての主な問題をまとめたディスカッション・ノートを提出するよう、報告者に要請した。それに応じてフィリップ・オルストン委員（当時委員長）から二つのディスカッション・ノートが提出され、1992年の委員会第7回会期でそれらが議論された。議論の結果は委員会報告書として国連経済社会理事会に提出された。
1993年6月、世界人権会議で採択されたウィーン宣言及び行動計画において、国連人権委員会に対し、社会権規約委員会と協力しながら、社会権規約の選択議定書について検討を続けることが勧告された。その後、社会権規約委員会は議論を続け、1997年、選択議定書草案を採択し、人権委員会に送付した。人権委員会の動きは当初重かったが、2000年の人権高等弁務官の提案を受け、2001年に独立専門家を任命し、2002年には、「社会権規約選択議定書起草に関する選択肢を検討する目的のために」作業部会を設置した。人権委員会を引き継いだ国連人権理事会は、2006年の第1回会期において、作業部会の任期を延長するとともに、作業部会の議長=報告者に対し、具体的な草案を準備するよう要請した。2008年、作業部会は起草作業を終了し、人権理事会に選択議定書の草案を提出した。これを受けて、同年6月18日、人権理事会は選択議定書を採択された。
2008年12月10日の世界人権デーに、世界人権宣言採択60周年を記念する国連総会の首脳級会合において、国連総会決議63/117として選択議定書がコンセンサスで採択された。2009年9月24日、ニューヨークの国連本部で署名式が行われ、署名のため開放された。
本議定書は、10番目の批准書又は加入書が事務総長に寄託された日の3か月後に効力を発することとされているが（18条1項）、2012年2月5日にウルグアイが批准し、署名国は40か国、締約国は10か国となり、2013年5月5日に発効

## 個人通報制度
個人通報制度とは、人権条約に定める権利を侵害された個人が、実施機関に通報を行うことができる制度である。
選択議定書の締約国の管轄下にある個人又は個人の集団から、社会権規約委員会に対する通報が認められる（本議定書2条）。通報を行うためには、個人は国内における救済を尽くしていなければならない（本議定書3条）。社会権規約委員会は、要件を満たす通報を受理したときは、関係締約国の注意を喚起し、当該締約国の説明その他の陳述を検討した後、所見を採択する（本議定書6条、8条）。

## 国家通報、調査制度
本議定書第10条の受入れを宣言した締約国には、国家通報制度が適用され、他の締約国（同様に第10条の受入れを宣言した国）が社会権規約委員会に対し規約の不遵守を通報することができる。
また、本議定書第11条の受入れを宣言した締約国には、調査制度が適用され、社会権規約委員会が当該締約国において規約上の権利の重大または組織的な侵害がされているとの信頼可能な情報を受け取ったときは、調査を行い、所見を出すことができる。

## 署名・締結
本議定書の締約国となるためには、(1)署名の上、批准を行うか、(2)加入の手続をとる必要がある。本議定書は社会権規約の署名国及び締約国に対し署名のために開放されており（議定書の批准には社会権規約の批准又は加入が必要）、また社会権規約の締約国に対し加入のために開放されている。批准・加入したときは、批准書・加入書を国連事務総長に寄託する（17条）。ただし、締約国は、いつでも廃棄通告をすることができる（20条）。
2023年10月現在の締約国は、アルゼンチン、ベルギー、ボリビア、ボスニア・ヘルツェゴヴィナ、カーボベルデ、中央アフリカ共和国、コスタリカ、エクアドル、エルサルバドル、フィンランド、フランス、ガボン、ホンジュラス、イタリア、ルクセンブルク、モンゴル、モンテネグロ、ニジェール、ポルトガル、サンマリノ、スペイン、スロバキア、ウルグアイ、ベネズエラ、アルメニア、モルディブ、ドイツ、セルビアの28か国である。